# ملعب فرانسيسكو مورازان
ملعب فرانسيسكو مورازان هو ملعب كرة قدم يقع في مدينة سان بيدرو سولا الهندوراسية . يسع الملعب لجلوس 18 ألف متفرج . يعتبر الملعب الرسمي الذي يخوض فيه منتخب هندوراس مبارياته الدولية . تم افتتاح الملعب في سنة 1970 .